# Psychotria nubica
Psychotria nubica är en måreväxtart som beskrevs av Alire Raffeneau Delile. Psychotria nubica ingår i släktet Psychotria och familjen måreväxter. Inga underarter finns listade i Catalogue of Life.